# 轆々山
轆々山（ろくろくさん）は、台湾の玉山国家公園内、高雄市桃源区にある標高3,267mの山である。別称は馬江子山。
塔芬山と雲峰のほぼ中間の中央山脈に位置し、花蓮県卓渓郷との境の近くにある。台湾百岳の中で55位だった。山頂には、三等三角点がある。